# Metriopelia morenoi
Metriopelia morenoi е вид птица от семейство Гълъбови (Columbidae).

## Разпространение
Видът е разпространен в Аржентина.